# Alto Araguaia (microregio)
Alto Araguaia is een van de 22 microregio's van de Braziliaanse deelstaat Mato Grosso. Zij ligt in de mesoregio Sudeste Mato-Grossense en grenst aan de deelstaten Goiás in het oosten en Mato Grosso do Sul in het zuiden en westen en de microregio's Rondonópolis in het noordwesten en Tesouro in het noorden.  De oostgrens van Alto Araguaia wordt bepaald door de rivierbedding van de Araguaia. De microregio heeft een oppervlakte van ca. 10.593 km². Midden 2004 werd het inwoneraantal geschat op 25.314.
Drie gemeenten behoren tot deze microregio:
- Alto Araguaia
- Alto Garças
- Alto Taquari

Mesoregio's: Centro-Sul Mato-Grossense · Nordeste Mato-Grossense · Norte Mato-Grossense · Sudeste Mato-Grossense · Sudoeste Mato-Grossense

Microregio's: Alta Floresta · Alto Araguaia · Alto Guaporé · Alto Pantanal · Alto Paraguai · Alto Teles Pires · Arinos · Aripuanã · Canarana · Colíder · Cuiabá · Jauru · Médio Araguaia · Norte Araguaia · Paranatinga · Parecis · Primavera do Leste · Rondonópolis · Rosário Oeste · Sinop · Tangará da Serra · Tesouro